# El enemigo de mi enemigo es mi amigo

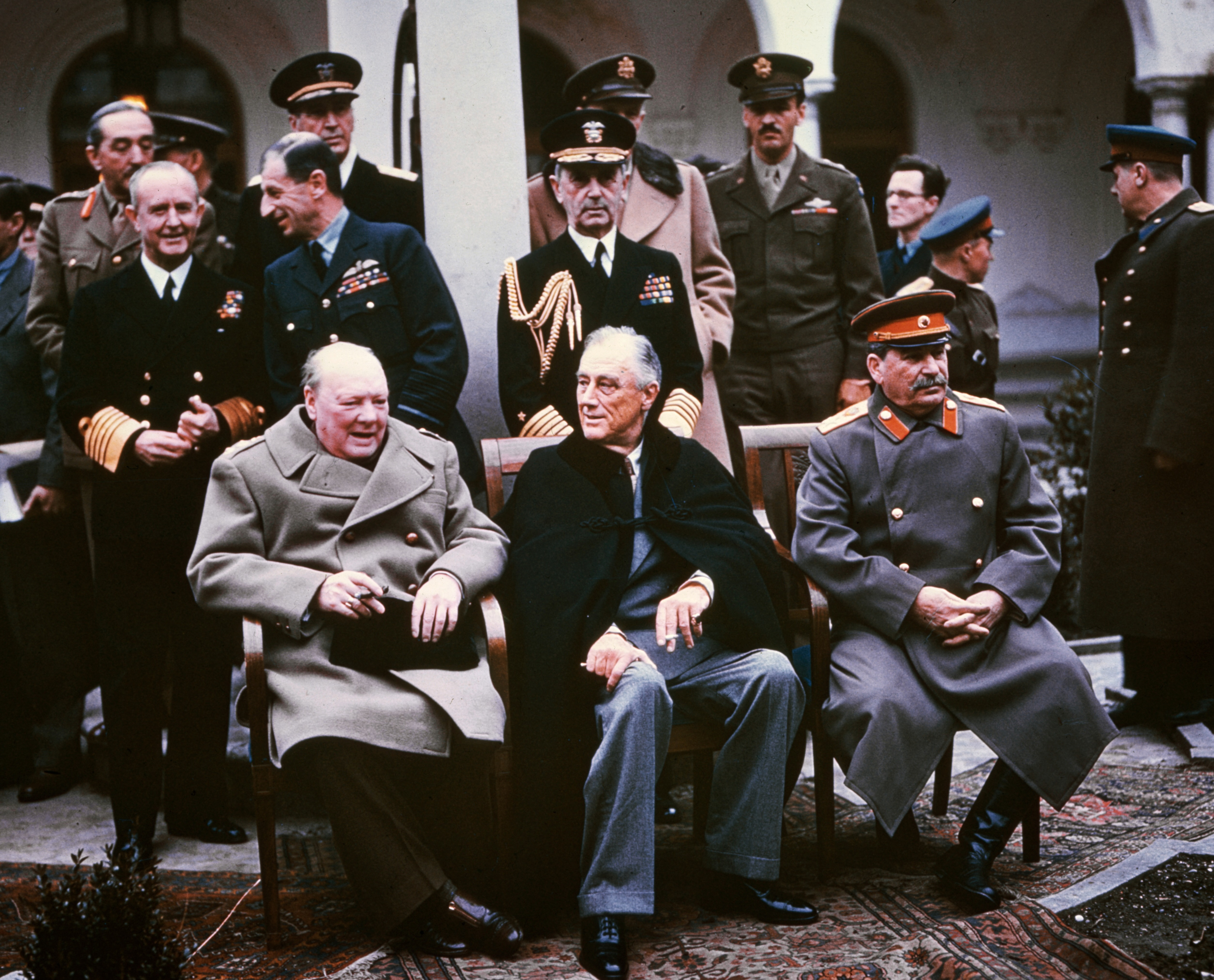
A pesar de sus manifiestas diferencias ideológicas y salvando su desconfianza, Roosevelt y Churchill se alinearon con Stalin, líder de la URSS, para luchar contra la Alemania nazi. En la imagen, en la conferencia de Yalta (1945).

El enemigo de mi enemigo es mi amigo es un proverbio árabe que desarrolla el concepto por el cual dos partes que tienen un enemigo en común deberían poder trabajar juntos para obtener una victoria conjunta contra él. Se le describe como un proverbio de origen árabe, aunque también se le compara con frases chinas similares.
En relaciones internacionales, es una doctrina comúnmente usada para interactuar con un enemigo significativo a través de un intermediario en vez de tener una confrontación directa.
Los ejemplos de aplicación de este principio son comunes a lo largo de la historia. Por ejemplo, la alianza de los países capitalistas aliados con la Unión Soviética contra la invasión nazi durante la Segunda Guerra Mundial, o el apoyo a dictaduras comunistas o anticomunistas por parte de las superpotencias durante la Guerra Fría.

## Relaciones internacionales
En el Artha-shastra de Kautilia, libro VI (La fuente de los Estados soberanos), escribió:

El rey que se encuentra en cualquier lugar colindante a la circunferencia del territorio del conquistador se considera enemigo. El que está también situado cerca del enemigo, pero separado del conquistador sólo por el enemigo, debe ser considerado amigo (del conquistador).
Kautilia "Artha-shastra" traducido por R. Shamasastry, tercera edición, Weslyan Mission Press, 1929, en Mysore, p. 296.

Durante la Segunda Guerra Mundial, esta política exterior fue desarrollada dentro de las potencias aliadas. En el lado europeo de la guerra, la tensión era común entre los aliados occidentales y la Unión Soviética. El primer ministro británico Winston Churchill, un ferviente anticomunista, declaró que si Hitler invadiera el infierno, me gustaría hacer al menos una referencia favorable al Diablo en la Cámara de los Comunes, en apoyo de la ayuda británica a las fuerzas soviéticas. Además de Churchill, el presidente estadounidense Franklin D. Roosevelt desconfiaba de José Stalin y su régimen dictatorial, pero se dio cuenta de que los soviéticos eran necesarios para el esfuerzo bélico aliado. El líder soviético tenía los mismos sentimientos de desconfianza hacia sus aliados occidentales, como él, pero también veía su ayuda como una necesidad de la alianza para derrotar a la invasión nazi. Temía, además, que acabaran negociando un alto el fuego por separado con la Alemania nazi.
Ests doctrina también se utilizó ampliamente durante la Guerra Fría entre Estados Unidos y la Unión Soviética. Los soviéticos y los chinos auxiliaron a Corea del Norte durante la guerra de Corea, y a los vietnamitas del Vietcong (Vietnam del Norte) durante la Guerra de Vietnam, para oponerse a objetivos de política exterior estadounidense. Del mismo modo, los Estados Unidos y sus aliados apoyaron a los muyahidines de Afganistán después de la Revolución de Saur. En el Tercer Mundo, las dos superpotencias estaban dispuestas a apoyar a los regímenes cuyos valores estaban en acuerdo con los ideales defendidos por sus gobiernos: el capitalismo en el caso de los Estados Unidos, y el comunismo marxista-leninista en el caso de la Unión Soviética.